# Tendão calcâneo

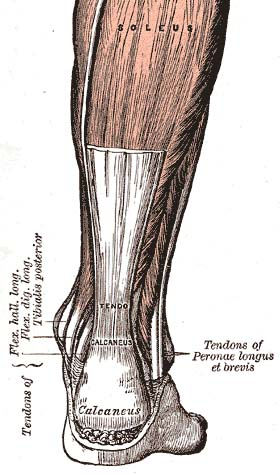
Tendão de Aquiles.

Tendão calcâneo ou como é popularmente chamado tendão de Aquiles é um tendão da perna posterior.

## Origem da expressão
Segundo a mitologia grega, o herói Aquiles tinha um único ponto vulnerável no seu corpo. Um ponto fraco herdado pela humanidade ao batizar o tendão de Aquiles. Tendão é um tecido fibroso, composto primeiramente por colágeno, que conecta o músculo ao osso, sendo responsável pela transferência de força entre os dois gerando o movimento da articulação. O tendão de Aquiles é o mais resistente do corpo humano, e o mais suscetível que cruza duas articulações: o joelho e o tornozelo.

## Lesões
É importante diferenciar 4 lesões diferentes, que podem ser vistas como 4 estágios evolutivos da mesma patologia. A tendinite (estágio inicial) é um processo inflamatório que leva a dor na face posterior do tornozelo. Essa inflamação, cronicamente, leva ao enfraquecimento do tendão, tornando-o suscetível a lesões parciais. As causas mais comuns da tendinite aquileana são:
- Aumento abrupto da quilometragem ou velocidade dos treinos;
- Saltar muito alto;
- Quantidade excessiva de subidas durante o treino;
- Retorno mais rápido aos treinos após um período de repouso;
- Trauma, secundário a contração vigorosa da musculatura da panturrilha;
- Treino excessivo;
- Alterações anatômicas do pé;
- Encurtamento do tendão de aquiles;
- E dores músculares sentidas na região do tornozelo.

## Tratamento

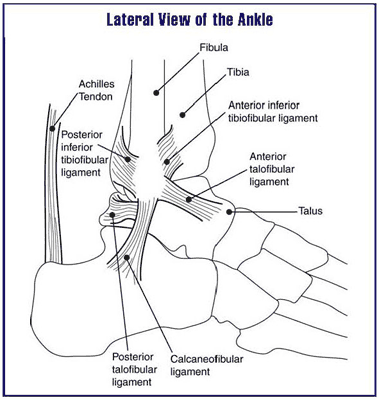
Tendão de Aquiles.

O tratamento depende do estado evolutivo da lesão, sendo a ressonância nuclear magnética o exame mais sensível para essa avaliação.
Para finalizar, seguem seis medidas que devem diminuir a incidência da tendinite calcânea nos seus treinos:
- Escolha seu tênis com cuidado, dando especial atenção a absorção de impacto no calcâneo.
- Alongamento e aquecimento são imprescindíveis antes do treino. É melhor perder 5 minutos aquecendo do que meses de reabilitação.
- Aumentos da distância e velocidade devem ser graduais. Não exceda 10% por semana.
- Evite sprints e excesso de subida, a menos que sejam essenciais para seu treino.
- Faça um programa de fortalecimento para panturrilha e face anterior da perna.
- Uso de orteses para o pé (palmilha biomecânica), para redução do estresse nos tecidos com o movimento.